# Pascal Hamard
Pour les articles homonymes, voir Hamard.
Pascal Hamard est un homme politique français né le 16 janvier 1800 à Domfront (Orne) et mort le 25 août 1858 à Domfront.

## Biographie
Avocat à Domfront, il est un militant libéral actif sous la Restauration. Maire de Domfront en août 1830, puis conseiller de préfecture, il démissionne en 1831 et prend la tête de l'opposition à la Monarchie de Juillet dans sa ville. Il est conseiller d'arrondissement et président du comice agricole. En février 1848, il est nommé commissaire du gouvernement à Domfront, et député de l'Orne de 1848 à 1849, siégeant avec les républicains modérés.

## Sources
- « Pascal Hamard », dans Adolphe Robert et Gaston Cougny, Dictionnaire des parlementaires français, Edgar Bourloton, 1889-1891 [détail de l’édition]